# Shanghai Golden Grand Prix 2015
Navigation
Édition précédente Édition suivante
Le Shanghai Golden Grand Prix 2015 se déroule le 17 mai 2015 au Stade de Shanghai, en Chine. Il s'agit de la deuxième étape de la Ligue de diamant 2015.

## Résultats

### Hommes
| Épreuve          | Vainqueur                                 | Second                                       | Troisième                            |
| ---------------- | ----------------------------------------- | -------------------------------------------- | ------------------------------------ |
| 200 m            | Alonso Edward 20 s 33 (SB)                | Julian Forte 20 s 36                         | Nickel Ashmeade 20 s 44              |
| 400 m            | Kirani James 44 s 66                      | Tony McQuay 45 s 54                          | Lashawn Merritt 45 s 58              |
| 800 m            | Silas Kiplagat 3 min 35 s 29 (WL)         | Hillary Cheruiyot Ngetich 3 min 35 s 40 (PB) | Collins Cheboi 3 min 35 s 46 (SB)    |
| 110 m haies      | David Oliver 13 s 17 (SB)                 | Orlando Ortega 13 s 19 (SB)                  | Aries Merritt 13 s 25 (SB)           |
| 3 000 m steeple  | Jairus Kipchoge Birech 8 min 05 s 36 (WL) | Paul Kipsiele Koech 8 min 11 s 39 (SB)       | Conseslus Kipruto 8 min 14 s 59 (SB) |
| Saut en hauteur  | Mutaz Essa Barshim 2,38 m (WL,MR)         | Bohdan Bondarenko 2,32 m                     | Zhang Guowei 2,32 m                  |
| Saut en longueur | Aleksandr Menkov 8,27 m (SB)              | Jeff Henderson 8,26 m                        | Wang Jianan 8,25 m (PB)              |
| Lancer du disque | Piotr Malachowski 64,65 m                 | Robert Urbanek 64,47 m (SB)                  | Vikas Gowda 63,90 m                  |

### Femmes
| Épreuve           | Vainqueur                              | Seconde                                  | Troisième                           |
| ----------------- | -------------------------------------- | ---------------------------------------- | ----------------------------------- |
| 100 m             | Blessing Okagbare 10 s 98 (SB)         | Tori Bowie 11 s 07(SB)                   | Michelle-Lee Ahye 11 s 13           |
| 800 m             | Eunice Sum 2 min 00 s 28 (SB)          | Malika Akkaoui 2 min 00 s 73 (SB)        | Janeth Jepkosgei 2 min 01 s 14 (SB) |
| 5 000 m           | Almaz Ayana 14 min 14 s 32 (WL,DLR,MR) | Viola Jelagat Kibiwot 14 min 40 s 32(SB) | Senbere Teferi 14 min 41 s 98 (PB)  |
| 400 m haies       | Kaliese Spencer 54 s 71 (WL)           | Tiffany Williams 55 s 27(SB)             | Cassandra Tate 55 s 68 (=SB)        |
| Triple saut       | Caterine Ibargüen 14,85 m              | Olha Saladuha 14,62 m (SB)               | Olga Rypakova 14,38 m (SB)          |
| Saut à la perche  | Nikoleta Kyriakopoulou 4,73 m (WL,NR)  | Ekaterini Stefanidi 4,58 m               | Yarisley Silva 4,58 m (SB)          |
| Lancer du poids   | Gong Lijiao 20,23 m (WL)               | Christina Schwanitz 19,94 m (SB)         | Tia Brooks 18,66 m                  |
| Lancer du javelot | Lu Huihui 64,08 m (MR)                 | Sunette Viljoen 63,60 m                  | Kimberley Mickle 63,60 m            |

## Légende
Records et Performances
- AR : Record continental (area record)
- CR : Record des championnats (championship record)
- MR : Record du meeting (meet record)
- NR : Record national (national record)
- OR : Record olympique (olympic record)
- PR : Record paralympique (paralympic record)
- PB : Record personnel (personal best)
- SB : Meilleure performance personnelle de la saison (season's best)
- WL : Meilleure performance mondiale de l'année (world leader)
- WJR : Record du monde junior (world junior record)
- WR : Record du monde (world record)

Circonstances et Conditions
- DNF : N'a pas terminé (did not finish)
- DNS : N'a pas pris le départ (did not start)
- DQ : Disqualification (disqualification)
- NM : Aucun essai valable enregistré (No Mark)
- Q : Qualifié « directement » au prochain tour (ou à la prochaine compétition), lors d'une compétition majeure, grâce au classement ou à la réalisation des minima (automatic qualifier)
- q : Qualifié au prochain tour (ou à la prochaine compétition), lors d'une compétition majeure, grâce au repêchage ou à la réalisation de l'une des meilleures performances parmi celles des « non qualifiés directement » (grâce au meilleur temps ou à la meilleure distance par exemple) (secondary qualifier)